# Rekursive Programmierung
Bei der rekursiven Programmierung  ruft sich eine Prozedur, Funktion oder Methode in einem Computerprogramm selbst wieder auf (d. h. enthält eine Rekursion). Auch der gegenseitige Aufruf stellt eine Rekursion dar.
Wichtig bei der rekursiven Programmierung ist eine Abbruchbedingung in dieser Funktion, weil sich das rekursive Programm sonst theoretisch unendlich oft selbst aufrufen würde.
Rekursive Programmierung kann unter anderem in prozeduralen und objektorientierten Programmiersprachen angewandt werden. Obwohl diese Sprachen in ihrem Sprachstandard die Rekursion ausdrücklich zulassen, stellen Selbstaufrufe und gegenseitige Aufrufe hier (aufgrund der verwendeten Programmierparadigmen) jedoch eher die Ausnahme dar. Auch wenn in der Praxis zur Verbesserung des Programmierstils auch hier durchaus häufig auf Rekursion zurückgegriffen wird, sind die meisten Funktionen in diesen Sprachen doch rein iterativ.
In einigen Sprachen, wie z. B. in manchen funktionalen Programmiersprachen oder Makroprozessoren, muss die rekursive Programmiermethode zwingend verwendet werden, da iterative Sprachkonstrukte fehlen.

## Beispiele

### Fakultät
Ein Beispiel für die Verwendung einer rekursiven Programmierung ist die Berechnung der Fakultät einer Zahl. Die Fakultät ist das Produkt aller ganzen Zahlen von 1 bis zu dieser Zahl. Die Fakultät von 4 ist also {\displaystyle 1\cdot 2\cdot 3\cdot 4=24}.
Mathematiker definieren die Fakultät meistens so (eine rekursive Definition):
- Die Fakultät der Zahl 0 ist definitionsgemäß 1.
- Die Fakultät einer ganzen Zahl, die größer als Null ist, ist das Produkt dieser Zahl mit der Fakultät der nächstkleineren ganzen Zahl.

Die Definition funktioniert so:
- Will man die Fakultät von 4 berechnen, so muss man zunächst die Fakultät von 3 berechnen und das Ergebnis mit 4 multiplizieren.

- Will man die Fakultät von 3 berechnen, so muss man zunächst die Fakultät von 2 berechnen und das Ergebnis mit 3 multiplizieren.

- Will man die Fakultät von 2 berechnen, so muss man zunächst die Fakultät von 1 berechnen und das Ergebnis mit 2 multiplizieren.

- Will man die Fakultät von 1 berechnen, so muss man zunächst die Fakultät von 0 berechnen und das Ergebnis mit 1 multiplizieren.

- Die Fakultät von 0 ist nach Definition 1.

- Die Fakultät von 1 ist also 1*1=1

- Die Fakultät von 2 ist also 1*1*2=2

- Die Fakultät von 3 ist also 1*1*2*3=6

- Die Fakultät von 4 ist also 1*1*2*3*4=24

In einer Programmiersprache wie Pascal, die rekursive Programmierung zulässt, kann man die Fakultät folgendermaßen eingeben:
Man definiert eine Funktion factorial, die eine Zahl x als Eingabewert bekommt. Diese Funktion multipliziert x mit dem Rückgabewert von factorial(x - 1) außer bei x = 0, dann liefert die Funktion das Ergebnis 1. Dies ist die Abbruchbedingung:
Rekursive Implementation der Fakultätsfunktion 
```
function
 
factorial
(
x
:
 
Integer
)
:
 
Integer
;

begin

    
if
 
x
 
=
 
0
 
then

        
factorial
 
:=
 
1

    
else

        
factorial
 
:=
 
x
 
*
 
factorial
(
x
 
-
 
1
)
;

end
;

```

Mit der Startzahl x = 4 würde der Computer rechnen:
```
4 * (3 * (2 * (1 * factorial(0))))
```

heraus kommt dann das richtige Ergebnis, nämlich 24.

### Binäre Suche
Die binäre Suche in einem vorsortierten Array lässt sich rekursiv implementieren. Wenn das mittlere Element kleiner als das gesuchte Element ist, wird die hintere Hälfte des Arrays rekursiv durchsucht. Wenn es größer als das gesuchte Element ist, wird die vordere Hälfte des Arrays rekursiv durchsucht. Ist es gleich dem gesuchten Element, ist die Suche beendet.
Die Abbruchbedingung für die Rekursion ist erfüllt, wenn das mittlere Element gleich dem gesuchten Element ist, die Suche also erfolgreich ist, oder wenn der Endindex kleiner als der Startindex ist, die Suche also erfolglos ist.

Die folgende Funktion (Methode) für die rekursive binäre Suche ist in der Programmiersprache C#:
```
int
 
RekursiveBinaereSuche
(
int
[]
 
werte
,
 
int
 
gesuchterWert
,
 
int
 
startIndex
,
 
int
 
endIndex
)

{

    
if
 
(
endIndex
 
<
 
startIndex
)

    
{

        
// Wenn Element nicht gefunden, dann null zurückgeben

        
return
 
null
;

    
}

    
int
 
mittlererIndex
 
=
 
(
startIndex
 
+
 
endIndex
)
 
/
 
2
;

    
if
 
(
werte
[
mittlererIndex
]
 
==
 
gesuchterWert
)

    
{

        
// Wenn Element gefunden, dann Index zurückgeben

        
return
 
mittlererIndex
;

    
}

    
else

    
{

        
if
 
(
werte
[
mittlererIndex
]
 
<
 
gesuchterWert
)

        
{

            
// Rekursiver Aufruf der Funktion für die hintere Hälfte

            
return
 
RekursiveBinaereSuche
(
werte
,
 
gesuchterWert
,
 
mittlererIndex
 
+
 
1
,
 
endIndex
);

        
}

        
else

        
{

            
// Rekursiver Aufruf der Funktion für die vordere Hälfte

            
return
 
RekursiveBinaereSuche
(
werte
,
 
gesuchterWert
,
 
startIndex
,
 
mittlererIndex
 
-
 
1
);

        
}

    
}

}

```

## Effizienz
Rekursive Programme haben in der Regel keine gute Performance. Durch die wiederholten Funktionsaufrufe (Inkarnationen) wird immer wieder derselbe Methodeneintrittscode bearbeitet und bei jeder Inkarnation der Kontext gesichert, was zu zusätzlichem Programmcode und höherem Arbeitsspeicherverbrauch führt. Alle rekursiven Algorithmen lassen sich jedoch auch durch iterative Programmierung implementieren und umgekehrt.

### Fakultät
Man hätte die Fakultät auch so implementieren können:
```
function
 
factorial
(
x
:
 
Integer
)
:
 
Integer
;

    
var
 
i
,
 
number
:
 
Integer
;

begin

    
number
 
:=
 
1
;

    
for
 
i
 
:=
 
1
 
to
 
x
 
do

        
number
 
:=
 
number
 
*
 
i
;

    
factorial
 
:=
 
number
;

end
;

```

Hierbei gilt die Regel, dass für einfache Probleme eine iterative Implementierung häufig effizienter ist. So sollte z. B. auch die Fakultätsfunktion der Effizienz wegen in der Praxis iterativ implementiert werden. Bei komplizierten Problemstellungen (z. B. Aufgaben mit Bäumen) hingegen lohnt sich oftmals der Einsatz einer rekursiven Lösung, da für solche Probleme eine iterative Formulierung schnell sehr unübersichtlich – und ineffizient – werden kann, da im schlimmsten Fall der Stack durch den iterativen Algorithmus selbst verwaltet werden muss, was sonst der Prozessor direkt erledigt.
Nicht alle höheren Programmiersprachen lassen rekursive Aufrufe zu. Ein Beispiel dazu ist älteres Fortran. Ab Fortran 90 sind rekursive Aufrufe möglich. Andere Programmiersprachen sind dagegen grundsätzlich rekursiv (wie z. B. Prolog). Solche rekursiven Programmiersprachen und auch andere Sprachen wie z. B. Scheme setzen die Rekursion meistens effizient um.

## Implementierung
Rekursion wird in der Regel durch einen Stack implementiert, der die Rücksprungadressen, aber auch alle lokalen Variablen und eventuell Funktionsergebnisse aufnimmt. Würde man, wie im obenstehenden Beispiel, die Fakultät von 4 berechnen, so würde jeder Aufruf folgende Informationen auf den Stack legen:
1. Platz für Ergebnis
2. Argument x
3. Rücksprungadresse

Zunächst würde im Hauptprogramm also fac(4) aufgerufen und damit die folgenden Informationen auf den Stack gelegt:
| Stapelanfang | {\displaystyle \rightarrow } | 1 | Platz für Ergebnis                  |
|              |                              | 2 | 4 (Argument)                        |
| Stapelzeiger | {\displaystyle \rightarrow } | 3 | Rücksprungadresse ins Hauptprogramm |

Die Fakultätsfunktion prüft jetzt, ob das Argument 0 ist. Da dies nicht der Fall ist, wird 4*fac(3) berechnet. Zunächst muss also fac mit dem Argument 3 aufgerufen werden:
| Stapelanfang | {\displaystyle \rightarrow } | 1 | Platz für Ergebnis                         |
|              |                              | 2 | 4 (Argument)                               |
|              |                              | 3 | Rücksprungadresse ins Hauptprogramm        |
|              |                              | 4 | Platz für Ergebnis                         |
|              |                              | 5 | 3 (Argument)                               |
| Stapelzeiger | {\displaystyle \rightarrow } | 6 | Rücksprungadresse in die Fakultätsfunktion |

Das Argument ist wieder ungleich 0, also geht’s weiter mit 3*fac(2).
| Stapelanfang | {\displaystyle \rightarrow } | 1 | Platz für Ergebnis                         |
|              |                              | 2 | 4 (Argument)                               |
|              |                              | 3 | Rücksprungadresse ins Hauptprogramm        |
|              |                              | 4 | Platz für Ergebnis                         |
|              |                              | 5 | 3 (Argument)                               |
|              |                              | 6 | Rücksprungadresse in die Fakultätsfunktion |
|              |                              | 7 | Platz für Ergebnis                         |
|              |                              | 8 | 2 (Argument)                               |
| Stapelzeiger | {\displaystyle \rightarrow } | 9 | Rücksprungadresse in die Fakultätsfunktion |

Das Argument ist wieder ungleich 0, also2*fac(1).
| Stapelanfang | {\displaystyle \rightarrow } | 1  | Platz für Ergebnis                         |
|              |                              | 2  | 4 (Argument)                               |
|              |                              | 3  | Rücksprungadresse ins Hauptprogramm        |
|              |                              | 4  | Platz für Ergebnis                         |
|              |                              | 5  | 3 (Argument)                               |
|              |                              | 6  | Rücksprungadresse in die Fakultätsfunktion |
|              |                              | 7  | Platz für Ergebnis                         |
|              |                              | 8  | 2 (Argument)                               |
|              |                              | 9  | Rücksprungadresse in die Fakultätsfunktion |
|              |                              | 10 | Platz für Ergebnis                         |
|              |                              | 11 | 1 (Argument)                               |
| Stapelzeiger | {\displaystyle \rightarrow } | 12 | Rücksprungadresse in die Fakultätsfunktion |

Das Argument ist wieder ungleich 0, also1*fac(0).
| Stapelanfang | {\displaystyle \rightarrow } | 1  | Platz für Ergebnis                         |
|              |                              | 2  | 4 (Argument)                               |
|              |                              | 3  | Rücksprungadresse ins Hauptprogramm        |
|              |                              | 4  | Platz für Ergebnis                         |
|              |                              | 5  | 3 (Argument)                               |
|              |                              | 6  | Rücksprungadresse in die Fakultätsfunktion |
|              |                              | 7  | Platz für Ergebnis                         |
|              |                              | 8  | 2 (Argument)                               |
|              |                              | 9  | Rücksprungadresse in die Fakultätsfunktion |
|              |                              | 10 | Platz für Ergebnis                         |
|              |                              | 11 | 1 (Argument)                               |
|              |                              | 12 | Rücksprungadresse in die Fakultätsfunktion |
|              |                              | 13 | Platz für Ergebnis                         |
|              |                              | 14 | 0 (Argument)                               |
| Stapelzeiger | {\displaystyle \rightarrow } | 15 | Rücksprungadresse in die Fakultätsfunktion |

Jetzt ist das Argument 0, das Ergebnis also 1. Wir holen die Rücksprungadresse und das Argument vom Stack und schreiben die 1 in den dafür vorgesehenen Platz. Der Rücksprung führt in die Fakultätsfunktion zurück:
| Stapelanfang | {\displaystyle \rightarrow } | 1  | Platz für Ergebnis                         |
|              |                              | 2  | 4 (Argument)                               |
|              |                              | 3  | Rücksprungadresse ins Hauptprogramm        |
|              |                              | 4  | Platz für Ergebnis                         |
|              |                              | 5  | 3 (Argument)                               |
|              |                              | 6  | Rücksprungadresse in die Fakultätsfunktion |
|              |                              | 7  | Platz für Ergebnis                         |
|              |                              | 8  | 2 (Argument)                               |
|              |                              | 9  | Rücksprungadresse in die Fakultätsfunktion |
|              |                              | 10 | Platz für Ergebnis                         |
|              |                              | 11 | 1 (Argument)                               |
|              |                              | 12 | Rücksprungadresse in die Fakultätsfunktion |
| Stapelzeiger | {\displaystyle \rightarrow } | 13 | 1 (Ergebnis)                               |

Jetzt kann man das Ergebnis mit dem Argument multiplizieren (1*1). Das neue Ergebnis ist wieder 1.  Die Rücksprungadresse und das Argument werden vom Stack geholt und das neue Ergebnis in den dafür vorgesehenen Platz geschrieben. Rücksprung in die Fakultätsfunktion:
| Stapelanfang | {\displaystyle \rightarrow } | 1  | Platz für Ergebnis                         |
|              |                              | 2  | 4 (Argument)                               |
|              |                              | 3  | Rücksprungadresse ins Hauptprogramm        |
|              |                              | 4  | Platz für Ergebnis                         |
|              |                              | 5  | 3 (Argument)                               |
|              |                              | 6  | Rücksprungadresse in die Fakultätsfunktion |
|              |                              | 7  | Platz für Ergebnis                         |
|              |                              | 8  | 2 (Argument)                               |
|              |                              | 9  | Rücksprungadresse in die Fakultätsfunktion |
| Stapelzeiger | {\displaystyle \rightarrow } | 10 | 1 (Ergebnis)                               |

Wiederum wird das Ergebnis mit dem Argument multipliziert (1*2). Zurück in die Fakultätsfunktion:
| Stapelanfang | {\displaystyle \rightarrow } | 1 | Platz für Ergebnis                         |
|              |                              | 2 | 4 (Argument)                               |
|              |                              | 3 | Rücksprungadresse ins Hauptprogramm        |
|              |                              | 4 | Platz für Ergebnis                         |
|              |                              | 5 | 3 (Argument)                               |
|              |                              | 6 | Rücksprungadresse in die Fakultätsfunktion |
| Stapelzeiger | {\displaystyle \rightarrow } | 7 | 2 (Ergebnis)                               |

Das Ergebnis wird mit dem Argument multipliziert (2*3). Zurück in die Fakultätsfunktion:
| Stapelanfang | {\displaystyle \rightarrow } | 1 | Platz für Ergebnis                  |
|              |                              | 2 | 4 (Argument)                        |
|              |                              | 3 | Rücksprungadresse ins Hauptprogramm |
| Stapelzeiger | {\displaystyle \rightarrow } | 4 | 6 (Ergebnis)                        |

Das Ergebnis wird mit dem Argument multipliziert (6*4). Zurück ins Hauptprogramm
| Stapelanfang Stapelzeiger | {\displaystyle \rightarrow } | 1 | 24 (Ergebnis) |

Das Hauptprogramm muss dann nur noch das Ergebnis 24 vom Stack holen.